# Condado de Culpeper
El condado de Culpeper (en inglés: Culpeper County) es un condado del estado estadounidense de Virginia. En el censo de 2010 el condado tenía una población de 46.689 habitantes. Tiene una población estimada, a mediados de 2019, de 52.605 habitantes.
La sede de condado es Culpeper. El condado fue formado en 1749 a partir de una porción del condado de Orange. Fue nombrado en honor a Thomas Colepeper, 2° Barón Colepeper.

## Geografía
Según la Oficina del Censo, el condado tiene un área total de 990 km², de la cual 980 km² y 9 km² es agua.

### Condados adyacentes
- Condado de Fauquier (noreste)
- Condado de Stafford (este)
- Condado de Spotsylvania (sureste)
- Condado de Orange (sur)
- Condado de Madison (suroeste)
- Condado de Rappahannock (noroeste)

## Demografía
En el  censo de 2000, hubo 34.262 personas, 12.141 hogares y 9.045 familias residiendo en el condado. La densidad poblacional era de 90 personas por milla cuadrada (35/km²). En el 2000 había 12.871 unidades unifamiliares en una densidad de 34 por milla cuadrada (13/km²). La demografía del condado era de 78,27% blancos, 18,15% afroamericanos, 0,33% amerindios, 0,66% asiáticos, 0,01% isleños del Pacífico, 1,15% de otras razas y 1,43% de dos o más razas. 2,50% de la población era de origen hispano o latino de cualquier raza. 
La renta promedio para un hogar del condado era de $45.290 y el ingreso promedio para una familia era de $51.475. En 2000 los hombres tenían un ingreso medio de $36.621 versus $25.985 para las mujeres. La renta per cápita para el condado era de $20.162 y el 9,20% de la población estaba bajo el umbral de pobreza nacional.

## Ciudades y pueblos
- Brandy Station
- Culpeper
- Rapidan
- Reva
- Richardsville
- Somerset
- Stevensburg